# Hitvalló Szent Paphnutiosz
Hitvalló Szent Paphnutiosz, az Ökör (305 körül – 395 után) szentként tisztelt ókeresztény egyiptomi remete, az úgynevezett sivatagi atyák egyike.
A szkétiszi szerzetesek második nemzedékéhez tartozott. Koinobitaként kezdte el szerzetesi életét (a helyszín nem ismert). Később remeteségbe vonult, és erről az életformájáról nevezték el „Vad ökör”nek (gör. Bubalosz). Olykor Kephalasz és Szindonitész néven is emlegetik. Egy idő után Szkétiszben telepedett le, és Egyiptomi Szent Izidor tanítványa lett. Pappá is szentelték, és 373-tól Iszidórosz utódaként irányította a szerzetesek életét. Magas kort (bizonyosan 90 évnél többet) élt meg. Személye nem azonos Szkétiszi Szent Paphnutiosszal (Alexandriai Szent Makariosz tanítványával) és a thébaiszi Hérakleiában élt Thébai Szent Paphnutiosszal sem. Hogy az Apophthegmata Patrumban szereplő Paphnutiosz-mondások melyikük nevéhez köthető, nem ismert.
Vele találkozott Johannes Cassianus 395-ben.

## Lásd még
- Ortodox szentek listája
- Sivatagi atyák